# ماثيو موريسون (متزلج على الثلوج)
ماثيو موريسون هو متزلج على الثلوج كندي، ولد في 9 أبريل 1987 في أوشاوا في كندا.

## وصلات خارجية
- ماثيو موريسون على موقع الاتحاد الدولي للتزلج (ركوب لوح الثلج) (الإنجليزية)
- ماثيو موريسون على موقع أوليمبيديا (الإنجليزية)